# Любинка (приток Большой Смедовы)
Любинка — река в России, левый приток Большой Смедовы. Протекает в Московской области по территории городских округов Кашира и Озёры.
Длина — 18 км, площадь водосборного бассейна — 84,6 км². Исток реки у станции Ожерелье Павелецкого направления Московской железной дороги. Впадает в Большую Смедову в 6,3 км от её устья, около деревни Емельяновка.
Вдоль течения реки от истока до устья расположены населённые пункты Пенье, Рождествено, Воскресенское, Богатищево-Епишино, Смирновка, Фофаново.
По данным Государственного водного реестра России, относится к Окскому бассейновому округу. Речной бассейн — Ока, речной подбассейн — бассейны притоков Оки до впадения Мокши, водохозяйственный участок — Ока от города Каширы до города Коломны, без реки Москвы.
В районе реки Любинка проходит туристический маршрут. Ведётся проектирование природного заказника регионального значения «Долина реки Любинка».